# NGC 7414
NGC 7414 (również PGC 94273 lub PGC 70008) – galaktyka soczewkowata (S0), znajdująca się w gwiazdozbiorze Pegaza. Odkrył ją Lewis A. Swift 2 września 1886 roku.